# Могилёв Курень
Могилёв Курень (укр. Могилів Курінь) — село в Александровской поселковой общине Кропивницкого района Кировоградской области Украины.
До 2020 года входило в Александровский район
Население по переписи 2001 года составляло 56 человек. Почтовый индекс — 27334. Телефонный код — 5242. Код КОАТУУ — 3520586004.